# زليانة
زليانة منطقة أثرية موجودة على بعد 50 كلم عن مدينة صفاقس من الجمهورية التونسية وتوجد فيها آثار رومانية ونفس الاسم يوجد باليونان.
تقع عِمادة زليانة على بعد حوالي 28 كلم عن معتمدية عقارب على حدودها مع معتمدية منزل شاكر بين بشكة والحاج قاسم شمالا وبئر علي بن خليفة جنوبا، وتشتهر المنطقة بزراعة الزياتين واللوز وتحتوي على تجمعات سكنية متفرقة. وبها مدرسة ابتدائية انشئت منذ 1963 و مستوصف للصحة الأساسية و جامع بنيت كلها بمساهمة الأهالي. من العائلات المعروفة بزليانة: عائلة الطويل وفحولة وبالزين وبن امبارك، الوحيشي، بالرقيقة، باللطيف، الواعر، القابسي، بوعجار، الذيب.